# ヘラニコス

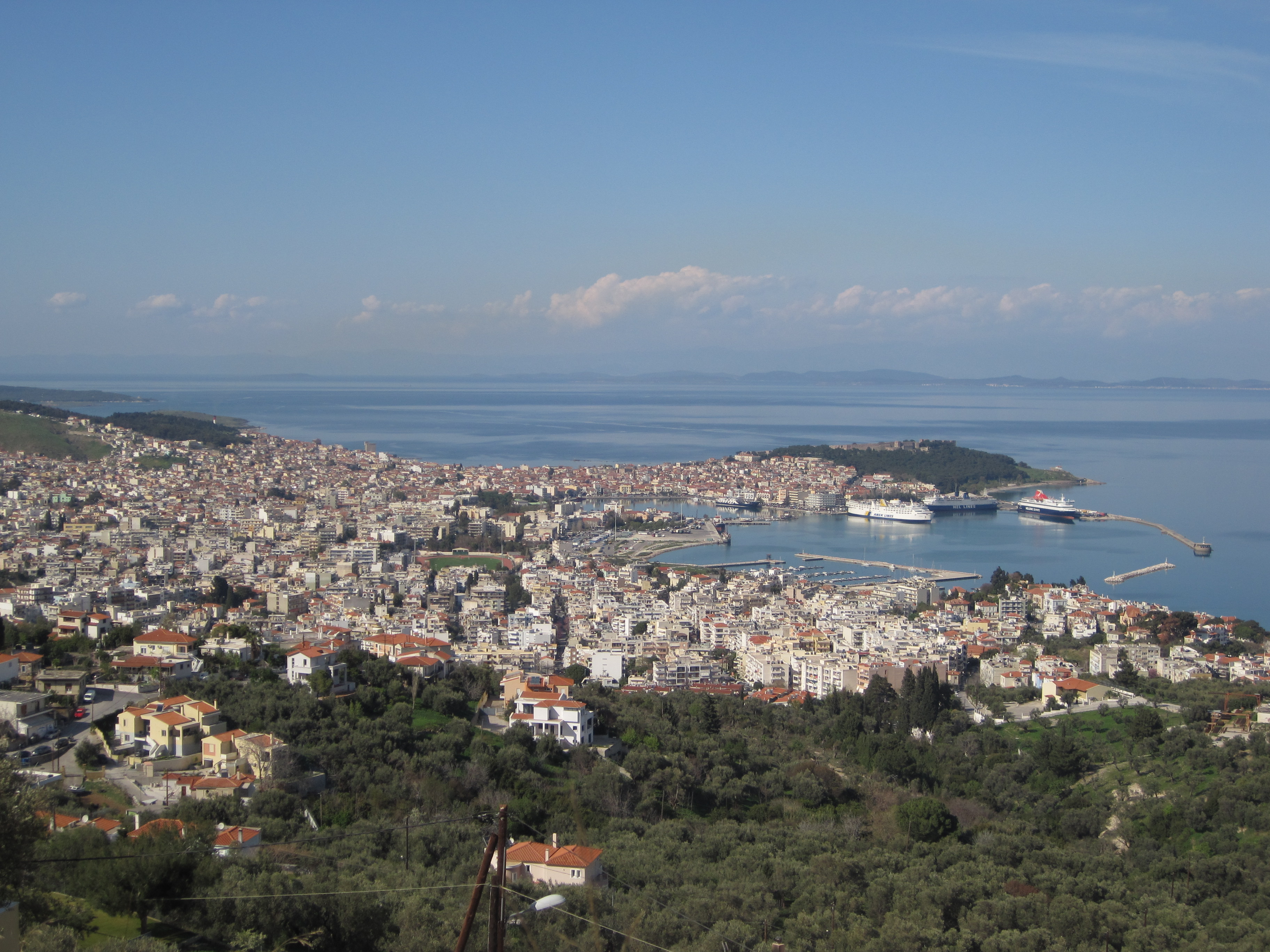
現在のミュティレネ。

ヘラニコス（古希: Ἑλλάνικος, Hellanikos, 英: Hellanicus）は、紀元前5世紀後半のレスボス島のミュティレネ出身の歴史家、著述家である。ヘッラニコス、ヘッラーニーコスとも表記される。出身地からレスボスのヘラニコス（古希: Ἑλλάνικος ὁ Λέσβιος, 英: Hellanicus of Lesbos）あるいはミュティレネのヘラニコス（古希: Ἑλλάνικος ὁ Μυτιληναῖος, 英: Hellanicus of Mytilene）とも呼ばれる。年代学的 あるいは系譜学的歴史、諸都市の建設史、各地域の地方史などを執筆し、古代ギリシアの初期の歴史学の発展に大きな足跡を残した。

## 概要
ヘラニコスは紀元前490年頃にミュティレネで生まれ、85歳まで生きていたと伝えられている。『スーダ』によると彼はアンドロメネス、アリストメネス、あるいはスカモンの息子であった。ヘロドトス、ソポクレス、エウリピデスと同時代の人で、ヘカタイオスとも面識があり、マケドニアの王アミュンタス（実際にはアルケラオス1世）の宮廷にしばらく住んだのち、レスボス島の反対側、ペルガモン近くのコザック高原にあるアイオリス地方の都市ペルペレネで死去した。ヘラニコスは初期の歴史家の中で最も多作の1人であった。彼の多くの作品は現在では失われているが、非常に大きな影響力があった。彼は他の多くの著者によって引用され、それによって彼の作品の多くの断片が保存された。その最新のコレクションはヘラニコスの伝記を含むホセ・J・カイロス・ペレス（José J. Caerols Pérez）による。
ヘラニコスは特にアッティカ地方に関する年表、地理学、および歴史に関する著作『アッティス』を執筆した。これは通史として最初のものであり、ギリシア神話と歴史とを区別した。アテナイの歴史学に対する彼の影響は大きく、エラトステネスの時代（紀元前3世紀）まで続いた。
彼は古いロゴグラポスの狭い地域の限界を超越し、詩人を通して広く受け入れられていた伝承を単に繰り返すだけでは満足しなかった。彼は地方に流布していたままの形で伝承を伝えようとし、主にその当時の女神ヘラの神官リスト、第2に系譜学やアテナイのアルコン職などの行政長官リスト、そして世代による古い計算の代わりに東方の日付に基づいて、科学的年代学の基礎を築くことに努めた。しかし彼の資料は不十分であり、ヘラニコスはしばしば古い方法に頼らなければならなかった。一般的な伝承から逸脱したために、古代人はヘラニコスをしばしば信頼できない作家と呼び、奇妙なことに彼が手渡す準備ができていた多くの碑文を体系的に使用していないように見える。またヘラニコスは自身の観察や研究に頼るのではなく、他者の証言を無批判に受け入れた。トゥキディデスとその後継者は、ヘラニコスのスタイルやその不正確さを批判した。加えてハリカルナッソスのディオニュシオスは出来事の自然なつながりではなく、彼が記述していた地域や国に従って歴史を整理したことを非難した。確かにヘラニコスは同時代のヘロドトスのように地域的な人種の区別よりも広範囲な出来事の単一の流れの概念を立ち上げることはなかった。しかし彼の著作、特に年代順に編集されたものは実際の歴史学の発展につながった。

## 作品

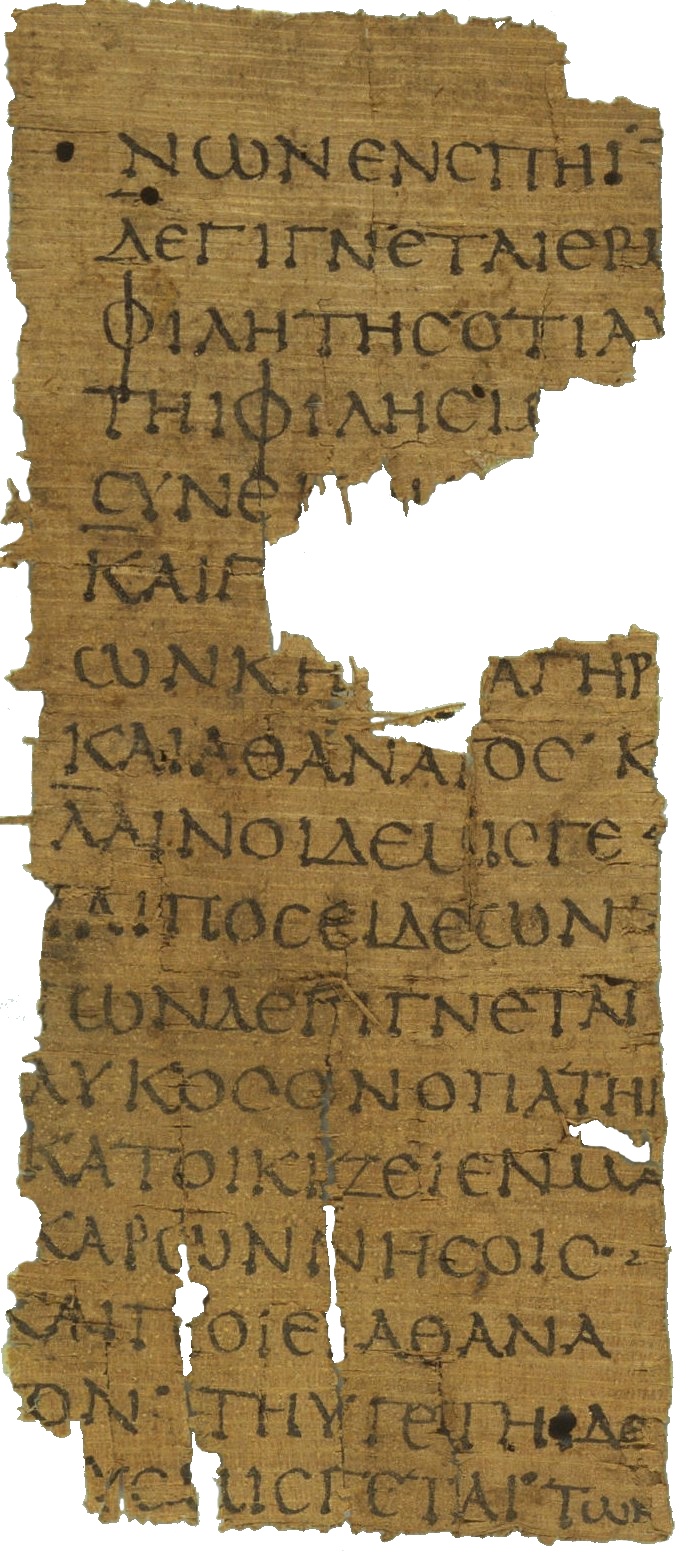
ヘラニコスの著書『アトランティス』の断片 (オクシュリュンコス・パピュルス1084, 2世紀初頭）。

歴史記録、神話、民族誌の各分野を合わせて約30の作品がヘラニコスに帰属しているが、現在では約200ほどの断片しか残っていない。以下のような著作が知られている。

### 歴史
歴史家としての彼の仕事は革新的であった。なぜなら彼はアルゴスのヘラの女神官や競技祭の優勝者、あるいはアテナイのアルコン職のような実在する人物の年代順のリストを最初に作成したからである。『アッティス』は紀元前683年からトゥキュディデスが言及したペロポネソス戦争の終わり（紀元前404年）にかけてのアッティカ地方の歴史を簡単かつ表面的に、そして時系列にほとんど関係なく著述した。神話上のものと歴史的なものとを明確に区別するヘラニコスのスタイルの品質と欠陥を示す典型的な著作だが、「科学的な」年表と並んで、特定の部分は「系譜学的な」年表に編成された。またアテナイの観点を採用したため客観的ではなかった。トゥキュディデスはヘラニコスを批判しつつも利用した。
- 『アルゴスのヘラの女神官たち』：ヘラの神官職を継承順に整理した年表。
- 『カルネオニカイ』(Καρνεοίχαι, Karneonikai）：スパルタのカルネイア祭音楽競技の優勝者リスト。
- 『アッティス』(Άτθίς, Atthis）：アッティカ誌。

### 神話
神話家としての彼の作品は主に系譜学的で、神の行動を「人間的なものにする」ことを目指しており、5つの作品を中心に構成されていた。ヘラニコスは異なる情報を収集し、時系列的に整合性のある全体に整理したいと考えた。『ポロニス』では彼はペロポネソス半島の原初の男ポロネウスからヘラクレイダイの帰還までのペラスゴイ人とアルゴス人の伝説を扱った。その中にはテーバイの建国伝説も含まれていた。『デウカリオネイア』ではトロイア人によるローマの建国伝説を最初に報告した。 彼のテキストのいくつかはカール・ロバートが『アトランティス』と呼んだ叙事詩に由来している可能性があり、その断片は『オクシュリュンコス・パピュルス』11, 1359かもしれない。
- 『アソピス』（Άσωπις, Asōpis）：アソポスの子孫について。
- 『アトランティス』（Άτλαντις, Atlantis）あるいは『アトランティアス』（Άτλαντιάς, Atlantias）：巨人アトラスの子孫について[4]。
- 『デゥカリオネイア』（Δευχαλιωνεια, Deucaliōneia）：デウカリオンの子孫について[4]。
- 『ポロニス』（Φορωνίς, Phorōnis）：ポロネウスの子孫について。
- 『トロイカ』（Τρωιχά, Trōica）：トロイア誌。

### 地誌
ヘラニコスの民族誌的作品は古代ギリシアおよび諸外国の様々な地域に関係している。
- 『テッサリカ』（Θεσσαλιχά, Thessalika）：テッサリア誌。
- 『ボイオティカ』（Βοιωτιαχά, Boiōtika）：ボイオティア誌。
- 『ペリ・アルカディアス』（περί Άρχαδιας, Peri Arkadias）：アルカディア誌。
- 『レスビカ』（Λεσβιχά, Lesbika）：レスボス誌。
- 『アイオリカ』（Αίολιχά, Aiolika）：アイオリア誌。
- 『アルゴリカ』（Άργολιχά, Argolika）：アルゴリス誌。
- 『アイギュプティアカ』（Αίγυπτιαχά, Aigyptiaka）：エジプト誌。
- 『スキュティカ』（Σχυθιχά, Skythika）：スキュティア誌。
- 『ペルシカ』（Περσιχά, Persika）：ペルシア誌。
- 『リュディアカ』（Λυδιαχά, Lydiaka）：リュディア誌。